# Makówiec (województwo kujawsko-pomorskie)
Makówiec (do roku 2010 Makowiec) – wieś w Polsce położona w województwie kujawsko-pomorskim, w powiecie lipnowskim, w gminie Chrostkowo.

## Podział administracyjny
W latach 1954–1959 wieś należała i była siedzibą władz gromady Makówiec, po jej zniesieniu w gromadzie Jastrzębie. W latach 1975–1998 miejscowość administracyjnie należała do województwa włocławskiego.

## Demografia
Według Narodowego Spisu Powszechnego (III 2011 r.) wieś liczyła 504 mieszkańców. Jest największą miejscowością gminy Chrostkowo.